# Parc paysager Zaborski
Le parc paysager Zaborski (en polonais : Zaborski Park Krajobrazowy) est une aire protégée située dans le Nord de la Pologne. Créée en 1990, il s'agit d'un « parc paysager » (Park Krajobrazowy), classé en catégorie V par l'Union internationale pour la conservation de la nature (UICN). Il s'étend sur 395,82 km2, englobe notamment le parc national de la forêt de Tuchola et fait partie de la réserve de biosphère de la forêt de Tuchola depuis juin 2010,.